# Hotel NH Poznań
Hotel NH Poznań (także: "Reichshof" (Dwór Rzeszy), "Hotel Continental" i "Hotel Wielkopolska") – secesyjny hotel, zlokalizowany w Poznaniu przy ul. Święty Marcin 67, w centrum miasta (Osiedle Stare Miasto). Obecnie należy do sieci NH Hotel Group.
Siedmiokondygnacyjny obiekt zbudowano w 1910, na terenie wyburzonego Domu Niemieckiego (Deutsches Haus), jako jeden z najokazalszych hoteli w mieście. Inwestorami byli – Georg Wagner (wydawca dziennika Posener Neueste Nachrichten) oraz Gustav Haase, kupiec (właściciele sąsiedniej dużej kamienicy). Właścicielem działki był natomiast Robert Schleyer. Projektantem budynku był Hans Uhl, a wykonawcą wnętrz Martin Samter. Obiekt posiadał windę, okazałą Białą Salę, ogródek, piwiarnię i sto pokoi gościnnych.
Po 1918 hotel przeszedł w ręce hrabiego Stanisława Turno z Objezierza i zmienił nazwę na Continental. Po II wojnie światowej nie był zniszczony i został upaństwowiony, znów zmieniając nazwę – tym razem na Wielkopolska. Po przejęciu przez hiszpańską sieć NH Hotel Group (początek XXI wieku), przywrócono przedwojenny układ wnętrza na parterze. Był to pierwszy w Polsce hotel tej sieci. Renowację zaprojektowała Grupa Projektowa Assmann Polska we współpracy z hiszpańskim  architektem – Alberto Iglesiasem Alvarezem.
Forma budynku wpisuje się w kontekst okazałych kamienic stojących przy Świętym Marcinie. Charakteryzuje się spokojnym, niemal klasycznym, detalem, w tym boniowaniem dolnej części. Interesujące są wykusze i nietypowe, ażurowe lampiony.